# Mitrella beccarii
Mitrella beccarii là loài thực vật có hoa thuộc họ Na. Loài này được (Scheff.) Diels mô tả khoa học đầu tiên năm 1912.